# Геодезична висота

Геодезичні координати P(ɸ,λ,h). h — геодезична висота

Геодези́чна висота́ (рос.геодезическая высота, англ. geodetic height ), нім. geodätische Höhe f) — відстань від даної точки на земній поверхні до поверхні референц-еліпсоїда або висота точки над поверхнею геоїда.
Геодезична висота визначається як сума абсолютної висоти точки й аномалії висот у цій точці.
Для всіх інженерних розрахунків і побудов використовують абсолютні висоти, в Україні — висоти нормальні.